# Давыдов, Александр Петрович
 Александр Петрович Давыдов  (1838—1885) — камергер (1873), генеральный консул в Болгарии, чрезвычайный посланник и полномочный министр при японском дворе.

## Биография
Был младшим сыном гофмейстера Петра Львовича Давыдова (1781—1842) от его второй жены Варвары Николаевны Лихаревой. Родился в Москве 10 (22) июня 1838 года, крещён 21 июня 1838 года в Воскресенской церкви на Малой Бронной, при восприемстве М. Ф. Орлова и О. И. Давыдовой.
Получив домашнее образование, Давыдов поступил в Московский университет сначала на историко-филологический, а затем на физико-математический факультет, курс которого окончил в 1859 году кандидатом. Превосходное знание иностранных языков и природная любовь к путешествиям побудили Давыдова избрать дипломатическую карьеру.
По окончании курса был зачислен в ведомство министерства иностранных дел и в том же году назначен состоящим при миссии нашей в Карлсруэ, при баденском великогерцогском дворе — младшим секретарём. Затем последовательно занимал должности секретаря миссий в Вашингтоне (1861), Брюсселе (1865), посольства в Вене (1869), секретаря миссии в Берне (1871), старшего секретаря миссии в Риме (1872) и посольств в Вене (1873) и Лондоне (1874).
Начавшаяся русско-турецкая война вызвала такой отклик в душе Давыдова, что он, не задумываясь, оставил свою должность в Лондоне и, приглашённый председательницей I отдела Санкт-Петербургского Дамского комитета Общества попечения о раненых и больных воинах, графиней Тизенгаузен, для организации помощи раненным в тылу действующей армии, отправился в качестве уполномоченного комитета, в Бессарабию, где в Киприяновском монастыре, близ Кишинёва, открыл свои действия лазарет Красного Креста.
После перехода русских войск через Дунай, помощь больным и раненым была уже организована в более широких размерах и Давыдов поступил в распоряжение главноуполномоченного Общества Красного Креста в Румынии и Болгарии, П. А. Рихтера, и вскоре принял на себя заведование эвакуационным пунктом Красного Креста сначала в Петрошанах, а затем во Фратештах.
В середине февраля 1878 года он заболел тифом и был отправлен в Бухарест, где долго лечился. По окончании войны от Дамского комитета Общества ему был вручён складень с изображением Св. Александра Невского и Козьмы и Дамиана Бессребренников.
В августе 1878 года Давыдов вернулся на службу в министерство иностранных дел и вскоре был назначен дипломатическим агентом и генеральным консулом в Софию — на первый русский дипломатический пост в освобождённой Болгарии. В 1880 году он был назначен советником посольства в Лондоне, где в то время представителем России был князь А. Б. Лобанов-Ростовский. В промежуток времени между уходом князя Лобанова (назначенного послом в Вену) и приездом нового посла, барона Моренгейма, он, в качестве поверенного в делах, управлял посольством.
В 1883 году был назначен чрезвычайным посланником и полномочным министром в Японию на место K. B. Струве. В сентябре 1883 года на флагманском судне русской эскадры, фрегате «Герцог Эдинбургский», он прибыл в Иокогаму, ближайший порт Токио, столицы японской империи.
Здесь, под влиянием непривычного климата Японии, усугубилась его старая нервная болезнь и 20 ноября 1885 года он скоропостижно скончался от паралича мозга в Токио, совершив за несколько дней перед тем восхождение на высочайшую в Японии гору Фудзияму.
Согласно желанию, выраженному незадолго до кончины, тело А. П. Давыдова было доставлено в Россию и погребено рядом с могилами отца и матери в Донском монастыре.

## Награды
Российской империи:
- Орден Святого Станислава 3-й степени (1864)
- Орден Святой Анны 3-й степени (1866)
- Орден Святого Владимира 3-й степени (1876)
- Медаль «В память войны 1853—1856»

Иностранных государств:
- Бельгийский орден Леопольда I кавалерский крест (1868)
- Итальянский орден Короны командорский крест (1872)
- Черногорский орден Князя Даниила I 3-й степени (1873)
- Австрийский орден Железной короны командорский крест (1873)

## Комментарии
1. ↑  Двоюродный брат графини Н. В. Давыдовой (1782—1819), первой жены Петра Давыдова — отца окрещаемого.
2. ↑  Жена Владимира Петровича Давыдова (позже — графа Орлова-Давыдова) — единокровного брата А. П. Давыдова.
3. ↑  Давыдову пришлось служить в историческую эпоху борьбы северных штатов с южными — в президентство знаменитого Авраама Линкольна.